# نوجوانان (فیلم)
نوجوانان (اسپانیایی: Los adolescentes‎) یک فیلم است که در سال ۱۹۶۸ منتشر شد.